# Haopterus
Haopterus (pojmenován podle Hao Yichun, čínské paleontoložky; pterus znamená „křídlo“) byl rodem ornitocheiridního ptakoještěra, který byl objeven v sedimentech souvrství Yixian na území čínské provincie Liao-ning. Žil v období spodní křídy (stupně barrem až alb).

## Popis
Byl popsán na základě typového exempláře s označením IVPP V11726, sestávajícího z přední části kostry (lebka, lopatkový pletenec, hrudní kost, přední končetiny, krční a zádové obratle a metatarzální kůstky). Lebka byla nízká, bez viditelných hřebenů. Zuby byly krátké, ostré a ohnuté dozadu. Je možné, že šlo o rybožravý druh, který se často pohyboval po čtyřech (za pomoci ohnutých křídel) po pevné zemi. Rozpětí křídel činilo u typového exempláře 1,35 m.